# عمرو عبد السميع
عمرو عبد السميع هو صحفي، وإعلامي، وكاتب مصري بارز وباحث سياسي بمركز الأهرام للدراسات الاستراتيجية كما عمل بجريدة الأهرام المصرية وتجاوز عدد مقالاته للأهرام 1000 مقال، حيث دأب حتى وفاته على كتابة عمود يوميّ بالجريدة بعنوان «حالة حوار» وهو نفس عنوان برنامجه الحواري الأسبوعي الذي ظل يقدمه لسنوات على القناة الأولى للتليفزيون المصري حتى اندلاع ثورة يناير عام 2011، وكان يستضيف فيه سياسيين وصحافيين من أحزاب وصحف مصرية من اتجاهات متنوعة وحاور خلاله الرئيس المصريّ الأسبق محمد حسني مبارك. توفى عمرو عبد السميع في 21 أبريل 2020 عن عمر ناهز الخانمسة والستين.

## حياته
ولد عمرو عبد السميع في 4 نوفمبر عام 1955، وحصل علي بكالوريوس الإعلام من جامعة القاهرة في عام 1976، ثم حصل على درجة الماجستير في عام 1980 بتقدير امتياز، كما حصل على درجة الدكتوراه في مجال الصحافة عام 1984 بمرتبة الشرف الأولى.

## مسيرته المهنية
عمِل عمرو عبد السميع بعد تخرّجه من الجامعة معيدًا ومدرّسًا مساعدًا، ثم مدرسًا بكلية الإعلام جامعة القاهرة حتي عام ١٩٨١، ثم اتجه إلى العمل بالصحافة فكان نائبًا لرئيس تحرير مجلة المجلة في لندن منذ عام ١٩٨١ وحتي عام ١٩٨٥، ثمّ عمل مديرًا لمكتب صحيفة الحياة اللندنية، ومديرًا لتحرير مجلة الوسط من عام ١٩٨٩ وحتى عام ١٩٩٥. عمل عمرو عبد السميع بعد ذلك في جريدة الأهرام المصريّة، وشغل العديد من المناصب بمؤسسّة الأهرام فكان مساعد رئيس تحرير الأهرام، ومدير مكتب الأهرام بلندن، ثمّ تولّى رئاسة تحرير الطبعة الدوليّة من جريدة الأهرام بعد عودته من لندن.

## مؤلفاته
ألف الكاتب والصحفي الراحل عمرو عبد السميع عددًا من المرلّفات التي تنوّعت بين الكتابات والمحاورات السياسية والأعمال القصصية والروائية والأدب الساخر، وكان من أبرز مؤلفاته ما يلي:
- الإسلاميون (حوارات حول المستقبل): صدر عن دار التراث الإسلامي عام 1992.
- النصارى (حوارات حول المستقبل): صدر عن دار التراث الإسلامي عام 1992.
- المتطرّفون (ندوات ودوائر حوار): صدر عن دار التراث الإسلامي 1993.
- اليمين و اليسار (حوارات حول المستقبل): وهو كتاب من جزأين صدر عن دار سعاد الصباح عام 1994.
- حوارات الحب والفن والحرّية: صدر عن المكتبة الثقافيّة عام 1994.
- كفاحي (من الأدب الساخر – صفحات من سيرة المناضل المتقاعد طلبة هريدي وحكايات أخرى): صدر عن دار الشروق عام 1995.
- أحاديث الحرب والسلام والديمقراطيّة: وهو كتاب من ثلاثة أجزاء صدر عن الدار المصريّة اللبنانية عام 1996.
- الأشرار (من الأدب الساخر – لوحات ساخرة من مصر المعاصرة): صدر عن الدار المصريّة اللبنانيّة ثم أعادت الهيئة المصرية العامة للكتاب طبعه ضمن مشروع مكتبة الأسرة عام 1998.
- جمهورية الحب (أوراق في الفن والثقافة): صدر عن الدار المصرية اللبنانية ثم أعادت الهيئة المصرية العامة للكتاب طبعه ضمن مشروع مكتبة الأسرة عام 1999.
- النسوان (من الأدب الساخر – وثائق الحياة الاجتماعية في المحروسة): صدر عن الدار المصرية اللبنانية عام 2000.
- الأقباط والرقم الصعب: صدر عن الدار المصرية اللبنانية ثم أعادت الهيئة المصرية العامة للكتاب طبعه ضمن مشروع مكتبة الأسرة عام 2001.
- الإسلاميون صوت للحوار وصوت للرصاص: صدر عن الدار المصرية اللبنانية عام 2001.
- العنكبوت دبليو دبليو دبليو دوت (من الأدب الساخر): صدر عن الدار المصرية اللبنانية عام 2001.
- علي ضفاف الثقافة (حوارات حول المستقبل): صدر عن الدار المصرية اللبنانية ثم أعادت الهيئة المصرية العامة للكتاب طبعه ضمن مشروع مكتبة الأسرة عام 2002.
- الفنطاس... قصة حياة أمة (من الأدب الساخر): صدر عن الدار المصرية اللبنانية عام 2002 ثم أعادت الهيئة المصرية العامة للكتاب طبعها ضمن مشروع مكتبة الأسرة عام 2007.
- الأحاديث البريطانية: صدر عن الدار المصرية اللبنانية ثم أعادت الهيئة المصرية العامة للكتاب طبعه ضمن مشروع مكتبة الأسرة عام 2003.
- الأحاديث الأمريكية: صدر عن الدار المصرية اللبنانية عام 2003.
- ساعة عصاري (رواية): صدرت عن الدار المصرية اللبنانية عام 2004 ثم أعادت الهيئة المصرية العامة للكتاب طبعها ضمن مشروع مكتبة الأسرة عام 2006.
- الدم والعصافير (رواية): صدرت عن الدار المصرية اللبنانية عام 2005 ثم أعادت الهيئة المصرية العامة للكتاب طبعها ضمن مشروع مكتبة الأسرة عام 2006.
- قلم مقاتل: صدر عن دار أطلس للنشر عام 2006.
- معارك مصرية: صدر عن دار أطلس للنشر عام 2006.
- وزراء علي نار: صدر عن الدار المصرية اللبنانية عام 2007.
- الشوارعيزم: وهو كتاب من جزأين صدر عن دار العين للنشر عام 2008.
- أنا والحبيب (رواية): صدرت عن دار العين للنشر عام 2009.
- الكاميليا والرمان (رواية): صدرت عام 2011.
- الدخول في الممنوع (رواية): صدرت عام 2017.

حولت بعض مؤلفات الكاتب الراحل عمرو عبد السميع إلى أعمال تليفزيونيّة وإذاعية مثل مسلسل الدخول في الممنوع عام 2017، والمسلسل الإذاعي الكاميليا والرمان عام 2011، ومسلسل الأشرار عام 2009، ومسلسل العنكبوت عام 2008، ومسلسل ساعة عصاري عام 2007.

## كتب ودراسات عنه:
- الثورة والجنس والغناء: قراءة في روايات عمرو عبد السميع، مصطفى بيومي، الدار المصرية اللبنانية، 2011.

## الجوائز
حصل عمرو عبد السميع على عدد من الجوائز الصحافية والإعلامية المصرية من بينها جائزة نقابة الصحفيين المصرية في الحوار الصحفي عام 1989، وجائزة علي ومصطفى أمين عن مؤلفاته في الحوار الصحفي عام 1984.

## وفاته
توفي الدكتور عمرو عبد السميع في الساعات الأولى من صباح يوم 21 أبريل 2020 بعد صراع طويل مع المرض عن عمر ناهز الخامسة والستين.